# Волосница (Мурашинский район)
Волосница — посёлок в составе Мурашинского района Кировской области. 

## География
Находится на расстоянии примерно 18 километров по прямой на север-северо-запад от районного центра города Мураши. Ранее к поселку подходила ветка Кобринской УЖД.

## История
Известен с 1966 года. В 1989 году здесь было учтено 160 жителей. До 2021 года входил в Мурашинское сельское поселение Мурашинского района, ныне непосредственно в составе Мурашинского района.

## Население
Постоянное население  составляло 120 человек (русские 97%) в 2002 году, 59 в 2010.